# Đảng Bình dân Cuba
Đảng Bình dân Cuba là chính đảng ở Cuba tham gia bầu cử chính trị từ năm 1920 đến năm 1938. Trong cuộc bầu cử nghị viện Cuba năm 1932, họ đã giành được 6 trong số 69 ghế được bầu tại Hạ viện.